# Morze Księcia Gustawa Adolfa
Morze Księcia Gustawa Adolfa (ang. Prince Gustav Adolf Sea) – część Oceanu Arktycznego, akwen rozciągający się pomiędzy wyspami Archipelagu Arktycznego w północnej Kanadzie.
Od zachodu ograniczają je Wyspa Mackenziego Kinga i wyspa Borden, od wschodu Wyspa Ellefa Ringnesa, a od południa Lougheed Island. Od strony północnej otwiera się na wody Oceanu Arktycznego.
Nazwa akwenu pochodzi od szwedzkiego króla Gustawa VI Adolfa (1882-1973).